# Nodosilinea
Nodosilinea — рід ціанобактерій родини Leptolyngbyaceae. Представники роду знайдені у Європі, Азії та Північній Америці у різноманітних середовищах проживання: ґрунті, прісних водоймах, морській воді, геотермальних джерелах.

## Види
- Nodosilinea bijugata (Kongisser) Perkerson & Kovácik, 2011
- Nodosilinea conica Perkerson & JRJohansen, 2011
- Nodosilinea epilithica Perkerson & Casamatta, 2011
- Nodosilinea nodulosa (Z.Li & J.Brand) Perkerson & Casamatta, 2011
- Nodosilinea radiophila Heidari & Hauek et al. 2018
- Nodosilinea ramsarensis Heidari & Hauek et al. 2018

## Оригінальний опис
- Perkerson, III, R.B.; Johansen, J.R.; Kovácik, L.; Brand, J.; Kastovsky, J.; Casamatta, D.A. (2011). A unique pseudanabaenalean (cyanobacteria) genus Nodosilinea gen. nov. based on morphological and molecular data. Journal of Phycology, 47(6): 1397—1412.